# Neoperla yangae
Neoperla yangae är en bäcksländeart som beskrevs av Du 2001. Neoperla yangae ingår i släktet Neoperla och familjen jättebäcksländor. Inga underarter finns listade i Catalogue of Life.